# Amherst College
Pour les articles homonymes, voir Amherst.
Le Amherst College est une université privée d'arts libéraux américaine fondée en 1821 à Amherst, dans le Massachusetts aux États-Unis. 

## Histoire
Fondé en 1821, le Amherst College est l'une des plus anciennes universités des États-Unis. Elle porte le nom du général Jeffery Amherst (baron puis lord Amherst), commandant en chef de l'armée britannique en Amérique du Nord pendant la guerre de Sept ans. Il fut aussi le premier gouverneur de la Nouvelle-France, une fois conquise par l'armée britannique.

## Scientométrie
Depuis le début des évaluations de l’U.S. News & World Report, Amherst College a été classée dix fois première parmi les 266 universités d'arts libéraux aux États-Unis et, en 2013, elle est classée deuxième, derrière le Williams College.
En 2010, le magazine économique Forbes classe le Amherst College troisième meilleure université des États-Unis.
Le Amherst College était deuxième en 2012, selon le classement annuel de la National Collegiate Scouting Association, qui classe des universités par le taux de remise des diplômes, la qualité des enseignements et de la recherche, et les résultats des équipes sportives.
Selon une étude de 2009 de l'American Enterprise Institute, Amherst aurait le deuxième taux de remise des diplômes de toutes les institutions américaines, juste derrière Harvard.
En 2011, le classement international des universités du Washington Monthly (en), qui évalue la contribution des établissements à l'intérêt public, la classe septième des universités d'arts libéraux.

## Personnalités liées à l'université

### Enseignants
- Robert Frost, poète américain
- William Taubman, prix Pulitzer en 2004
- Jean-Charles Darmon, critique littéraire français
- Robert A. F. Thurman, professeur de religion de 1973 à 1988

### Étudiants
- Le prince Albert II de Monaco
- Catherine L. Besteman, anthropologue américaine
- Jérôme de Bontin, président de l'AS Monaco
- Dan Brown, célèbre romancier, auteur du best-seller planétaire Da Vinci Code
- Harlan Coben, écrivain américain
- Calvin Coolidge, trentième président des États-Unis et ancien gouverneur du Massachusetts
- Emily Dickinson (1830-1886), poétesse américaine
- George N. Gillett Jr., entrepreneur américain
- Adélard Godbout, agronome et Premier ministre du Québec en 1936, puis entre 1939 et 1944
- John Franklin Jameson (1859-1937), historien et historiographe
- Uhuru Kenyatta, quatrième président de la république du Kenya
- Arthur Livingston (1883-1944), universitaire spécialiste des langues et littératures romanes
- Joseph Moncure March, poète américain
- Giórgos Papandréou, Premier ministre grec
- Robert Purvis (1810-1898), homme politique défenseur du droit des femmes et des Afro-Américains
- Antónis Samarás, Premier ministre grec
- Joseph E. Stiglitz, prix Nobel d'économie
- David Foster Wallace, écrivain américain